# Wasabi 2.0
Wasabi 2.0 è un singolo del rapper italiano Tedua, pubblicato il 19 maggio 2017.

## Descrizione
Il titolo della canzone fa riferimento al brano Wasabi Freestyle, incluso in Orange County California, e di cui il singolo si presenta come un vero e proprio seguito.

## Video musicale
Il video, diretto da Federico Merlo, è stato reso disponibile il 22 maggio 2017 attraverso il canale YouTube del rapper.

## Tracce
1. Wasabi 2.0 – 2:50

## Classifiche
| Classifica (2017) | Posizione massima |
| ----------------- | ----------------- |
| Italia            | 25                |